# 언니의 일기
"언니의 일기"는 1968년 공개된 대한민국의 영화이다.

## 배역
- 신영균
- 남정임
- 김동원
- 주증녀
- 이빈화
- 이순재
- 유계선
- 성소민
- 안인숙
- 안성해
- 나일
- 권오상
- 최병철
- 이창식
- 태무진